# Chalcides boulengeri
Chalcides boulengeri là một loài thằn lằn trong họ Scincidae. Loài này được Anderson mô tả khoa học đầu tiên năm 1892.